# Maltese Premier League 2009/10
Die Maltese Premier League 2009/10 war die 95. Spielzeit in der Geschichte der höchsten maltesischen Fußballliga. Sie begann am 21. August 2009 mit einem 3:1-Sieg des FC Valletta über den FC Birkirkara und endete am 5. Mai 2010 mit einem 4:2-Sieg des FC Valletta über den FC Birkirkara.
Meister wurde der FC Birkirkara mit einem Punkt Vorsprung gegenüber dem FC Valletta. Für die Stripes stellt dies die dritte Meisterschaft der Vereinsgeschichte dar, nachdem zuvor bereits 2000 und 2006 der Titel gefeiert werden konnte.

## Vereine
Am Ende der Spielzeit 2008/09 belegten die Ħamrun Spartans und der FC Msida Saint Joseph die letzten Plätze der Maltese Premier League, was den Abstieg in die Maltese First Division zur Folge hatte. Die Dingli Swallows und die Vittoriosa Stars stiegen an ihrer Stelle in die Premier League auf. Nach dem ersten Spieltag der Saison wurden jedoch die Vittoriosa Stars, nach dem zweiten Spieltag auch der FC Marsaxlokk in die First Division strafversetzt, da sich Funktionäre der Vereine der Bestechung schuldig gemacht hatten. Um die Liga nicht mit nur acht Mannschaften ausspielen zu müssen, wurde entschieden, die Ħamrun Spartans und den FC Msida Saint Joseph wieder in die Premier League aufzunehmen. Die drei Spiele, an denen der FC Marsaxlokk respektive die Vittoriosa Stars bereits teilgenommen hatten, wurden auf Null gesetzt; stattdessen wurden je die ersten zwei Spiele der Ħamrun Spartans und des FC Msida Saint Joseph nachgeholt.
Torschützenkönig wurde mit 24 Treffern der Brasilianer Camilo, der für den FC Qormi stürmte. Der FC Msida Saint Joseph und die Dingli Swallows stiegen am Ende der Saison in die zweite Liga ab, wobei das Team aus Msida mit einem 10-Punkte-Abzug bestraft wurde, da sie einige ausstehende Gehälter nicht bezahlen konnten.

## Modus
Zunächst wurde eine Vorrunde mit Hin- und Rückspielen ausgetragen. Die ersten sechs Mannschaften qualifizierten sich für die Meisterrunde, die übrigen vier für die Abstiegsrunde. Die in der Vorrunde erzielten Punkte wurden zur Hälfte übernommen, ggf. aufgerundet.
Für einen Sieg gab es drei Punkte, für ein Unentschieden einen und für eine Niederlage keinen Punkt. Bei Punktgleichheit war für die Entscheidung um die Meisterschaft, Europa-League-Teilnahme und die Abstiegsplätze ein Entscheidungsspiel vorgesehen. Die beiden Letztplatzierten mussten in die First Division absteigen.

## Vorrunde

### Tabelle
| Pl. | Verein                | Sp. | S  | U | N  | Tore    | Diff. | Punkte |
| --- | --------------------- | --- | -- | - | -- | ------- | ----- | ------ |
| 1.  | FC Valletta           | 18  | 12 | 4 | 2  | 045:150 | +30   | 40     |
| 2.  | FC Birkirkara         | 18  | 12 | 3 | 3  | 040:180 | +22   | 39     |
| 3.  | FC Qormi              | 18  | 11 | 2 | 5  | 037:220 | +15   | 35     |
| 4.  | Sliema Wanderers (P)  | 18  | 9  | 2 | 7  | 029:210 | +8    | 29     |
| 5.  | Hibernians Paola (M)  | 18  | 7  | 6 | 5  | 031:280 | +3    | 27     |
| 6.  | Tarxien Rainbows      | 18  | 7  | 5 | 6  | 030:290 | +1    | 26     |
| 7.  | FC Floriana           | 18  | 6  | 5 | 7  | 023:350 | −12   | 23     |
| 8.  | Ħamrun Spartans       | 18  | 6  | 3 | 9  | 024:310 | −7    | 21     |
| 9.  | FC Msida Saint Joseph | 18  | 3  | 2 | 13 | 012:340 | −22   | 11     |
| 10. | Dingli Swallows (N)   | 18  | 1  | 0 | 17 | 013:510 | −38   | 03     |

Platzierungskriterien: 1. Punkte – 2. Tordifferenz – 3. geschossene Tore

| (M) | Amtierender Meister                  |
| (P) | Amtierender Pokalsieger              |
| (N) | Neuaufsteiger aus der First Division |

### Kreuztabelle
| 2009/10               | FC Valletta | FC Birkirkara | QOR | Sliema Wanderers | HIB | Tarxien Rainbows | FC Floriana | ĦAM | FC Msida Saint Joseph | Dingli Swallows |
| --------------------- | ----------- | ------------- | --- | ---------------- | --- | ---------------- | ----------- | --- | --------------------- | --------------- |
| FC Valletta           |             | 1:1           | 1:0 | 1:3              | 0:1 | 2:2              | 6:0         | 4:0 | 0:0                   | 4:1             |
| FC Birkirkara         | 1:3         |               | 2:0 | 0:1              | 2:2 | 5:1              | 0:1         | 2:1 | 4:1                   | 2:0             |
| FC Qormi              | 0:2         | 2:5           |     | 1:0              | 3:1 | 0:2              | 6:2         | 2:0 | 3:0                   | 4:0             |
| Sliema Wanderers      | 0:1         | 0:3           | 1:2 |                  | 2:2 | 4:2              | 3:0         | 5:0 | 2:0                   | 3:1             |
| Hibernians Paola      | 2:4         | 2:2           | 2:2 | 0:1              |     | 0:1              | 2:3         | 4:2 | 3:0                   | 2:1             |
| Tarxien Rainbows      | 2:2         | 0:2           | 1:2 | 3:1              | 1:2 |                  | 2:1         | 0:1 | 3:1                   | 2:1             |
| FC Floriana           | 0:4         | 1:2           | 1:1 | 1:1              | 1:1 | 1:1              |             | 1:1 | 4:2                   | 1:2             |
| Ħamrun Spartans       | 2:3         | 0:2           | 1:2 | 3:0              | 2:2 | 2:2              | 0:1         |     | 1:0                   | 3:0             |
| FC Msida Saint Joseph | 0:1         | 1:2           | 0:3 | 1:0              | 0:1 | 1:1              | 1:2         | 0:2 |                       | 2:1             |
| Dingli Swallows       | 0:6         | 1:3           | 1:4 | 0:2              | 1:2 | 1:4              | 0:2         | 1:3 | 1:2                   |                 |

## Meisterrunde
| Pl. | Verein               | Sp. | S | U | N | Tore    | Diff. | Punkte | Bonus | Gesamt |
| --- | -------------------- | --- | - | - | - | ------- | ----- | ------ | ----- | ------ |
| 1.  | FC Birkirkara        | 10  | 8 | 1 | 1 | 024:140 | +10   | 25     | 20    | 45     |
| 2.  | FC Valletta          | 10  | 8 | 0 | 2 | 026:100 | +16   | 24     | 20    | 44     |
| 3.  | Sliema Wanderers (P) | 10  | 5 | 0 | 5 | 012:160 | −4    | 15     | 15    | 30     |
| 4.  | FC Qormi             | 10  | 4 | 0 | 6 | 016:140 | +2    | 12     | 18    | 30     |
| 5.  | Tarxien Rainbows     | 10  | 3 | 1 | 6 | 011:210 | −10   | 10     | 13    | 23     |
| 6.  | Hibernians Paola (M) | 10  | 1 | 0 | 9 | 009:230 | −14   | 03     | 14    | 17     |

| (M) | Amtierender Meister     |
| (P) | Amtierender Pokalsieger |

| Meisterrunde     | FC Birkirkara | FC Valletta | Sliema Wanderers | QOR | Tarxien Rainbows | HIB |
| ---------------- | ------------- | ----------- | ---------------- | --- | ---------------- | --- |
| FC Birkirkara    |               | 1:0         | 2:1              | 3:1 | 1:0              | 2:1 |
| FC Valletta      | 4:2           |             | 2:0              | 3:0 | 3:0              | 2:1 |
| Sliema Wanderers | 0:3           | 2:1         |                  | 0:4 | 2:0              | 3:0 |
| FC Qormi         | 0:2           | 1:2         | 3:0              |     | 2:0              | 3:0 |
| Tarxien Rainbows | 3:3           | 2:6         | 0:2              | 3:2 |                  | 2:0 |
| Hibernians Paola | 4:5           | 1:3         | 1:2              | 1:0 | 0:1              |     |

### Playoff Europa League
Da der FC Qormi und die Sliema Wanderers die Saison punktgleich beendeten, trugen beide Mannschaften am 1. Juni 2010 ein Entscheidungsspiel um den zweiten Startplatz in der UEFA Europa League aus.
|                  | Ergebnis |          |
| ---------------- | -------- | -------- |
| Sliema Wanderers | 2:0      | FC Qormi |

## Abstiegsrunde
| Pl. | Verein                  | Sp. | S | U | N | Tore    | Diff. | Punkte | Bonus | Gesamt |
| --- | ----------------------- | --- | - | - | - | ------- | ----- | ------ | ----- | ------ |
| 7.  | FC Floriana             | 6   | 4 | 1 | 1 | 012:600 | +6    | 13     | 12    | 25     |
| 8.  | Ħamrun Spartans         | 6   | 4 | 1 | 1 | 017:800 | +9    | 13     | 11    | 24     |
| 9.  | Dingli Swallows (N)     | 6   | 1 | 0 | 5 | 010:200 | −10   | 03     | 2     | 5      |
| 10. | FC Msida Saint Joseph 1 | 6   | 1 | 2 | 3 | 012:170 | −5    | 05     | -4    | 1      |

| (N) | Neuaufsteiger aus der First Division |

| Abstiegsrunde         | FC Floriana | ĦAM | Dingli Swallows | FC Msida Saint Joseph |
| --------------------- | ----------- | --- | --------------- | --------------------- |
| FC Floriana           |             | 1:0 | 4:2             | 2:1                   |
| Ħamrun Spartans       | 2:1         |     | 2:1             | 2:2                   |
| Dingli Swallows       | 0:3         | 0:6 |                 | 5:2                   |
| FC Msida Saint Joseph | 1:1         | 3:5 | 3:2             |                       |

## Torschützenliste
| Pl. | Name                        | Mannschaft       | Tore |
| --- | --------------------------- | ---------------- | ---- |
| 01. | Camilo                      | FC Qormi         | 24   |
| 02. | Terence Scerri              | FC Valletta      | 20   |
| 03. | Ryan Darmanin               | FC Floriana      | 17   |
| 04. | Sylvano Comvalius           | FC Birkirkara    | 15   |
| 04. | Denni                       | Tarxien Rainbows | 15   |
| 04. | Marcelo Pereira             | Ħamrun Spartans  | 15   |
| 07. | Michael Galea               | FC Birkirkara    | 14   |
| 08. | Josef Okonkwo               | Dingli Swallows  | 13   |
| 08. | Jean Pierre Mifsud Triganza | Sliema Wanderers | 13   |
| 10. | Trevor Cilia                | FC Birkirkara    | 12   |
| 10. | Alfred Effiong              | FC Qormi         | 12   |

## Spielstätten
Die Spiele der Maltese Premier League fanden 2008/09 in vier Stadien statt. Die meisten (82 Ligaspiele) wurden dabei im Ta’ Qali-Stadion, dem Nationalstadion Maltas, in Attard ausgetragen; das Stadion fasst 17.000 Zuschauer.
Darüber hinaus fanden 28 Ligaspiele um den Abstieg im 8.000 Zuschauer fassenden Hibernians Ground zu Paola statt, 20 Ligapartien wurden im Victor-Tedesco-Stadion ausgetragen, welches in Ħamrun liegt und 1.800 Zuschauern Platz bietet. Die Partie des 18. Spieltags zwischen den Ħamrun Spartans und den Tarxien Rainbows (2:2) am 16. Februar 2010 wurde als einziges Spiel der Saison im mit einem Kunstrasenplatz ausgestatteten, knapp 2.000 Zuschauer fassenden, Centenary-Stadion ausgetragen, wo regelmäßig Begegnungen der unteren Ligen ausgetragen werden. Es liegt in unmittelbarer Nähe des Ta’ Qali-Stadions.